# Agra (Landwirtschaftsausstellung)
Die alle zwei Jahre auf dem Gelände der Leipziger Messe stattfindende Landwirtschaftsausstellung agra ist die größte Messe für Land-, Forst- und Ernährungswirtschaft in Mitteldeutschland. Seit Jahren sieht die Messe eine zunehmende internationale Präsenz. Die seit 1952 stattfindende Messe richtet sich vor allem an Fachbesucher.

## Profil
Gegründet wurde die agra 1952 als zentrale Gartenbau- und Landwirtschaftsausstellung der DDR auf dem gleichnamigen Gelände der agra im Süden von Leipzig. Anfangs auch agra Markkleeberg genannt, zog sie jährlich bis zu 750.000 Besucher an. Nach der Wende änderte sie mehrfach den Namen und wurde beinahe eingestellt, kehrte aber letztlich zum alten Namen zurück. Der Veranstalter der agra ist die agra Veranstaltungs GmbH aus Markkleeberg.
Zentrale Themen sind die Betriebsmittel und Verfahren der Landwirtschaft. Darunter die Landtechnik, Tierproduktion, Pflanzenproduktion, Sonderkultur, Nachwachsender Rohstoff, Forstwirtschaft, Erneuerbare Energien und Ernährungswirtschaft. Auf der agra finden auch Rahmenveranstaltungen und Sonderschauen statt. Im Jahr 2017 war dies die Sonderschau „Land und Genuss“, die sich vor allem an Publikumsbesucher und weniger an Fachbesucher wandte.
In den Jahren 2015 und 2017 sah die agra eine Rekordbeteiligung für die Zeit nach der Wende. Fast 93 % der Besucher waren 2015 Fachbesucher. 2017 sah die Messe gut 50.400 Besucher mit 1.183 Ausstellern aus 14 Ländern, darunter sämtliche namhaften Hersteller von Landmaschinen. Sie belegte 2017 zwei der vier Messehallen und bei 115.000 m² Gesamtfläche das gesamte Freigelände der Leipziger Messe. Damit erreichte die agra die Kapazitätsgrenze der Leipziger Messe.

## Geschichte bis 2004

### Landwirtschaftsausstellung der DDR

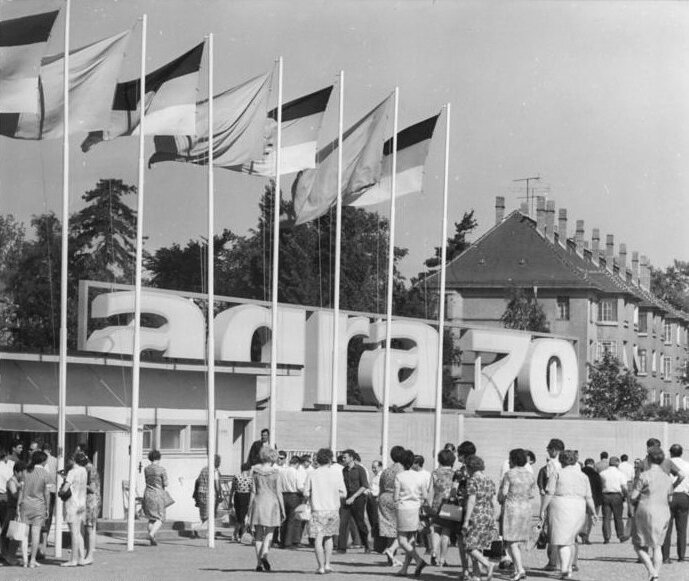
agra70 (1970)

Ab 1979 gab es mit dem Bild 455 ein eigenes Zusatzzeichen für die agra in der Straßenverkehrs-Ordnung der DDR

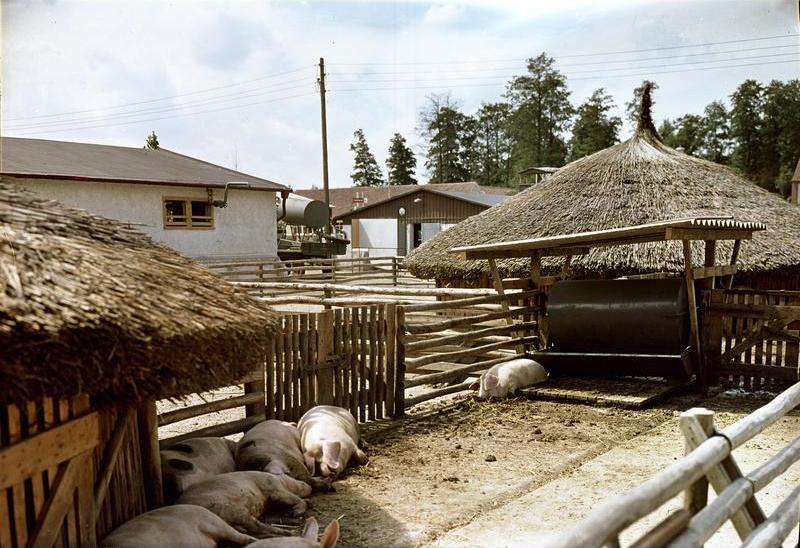
agra60 – Schweinepilze (1960)

Der Ursprung des heutigen agra-Parkgeländes zwischen den Städten Leipzig und Markkleeberg geht zurück auf den Landschaftspark Paul Herfurths (1855–1937). Dieser erwarb 1889 die Wiesen zwischen Städtelner Straße (heute Raschwitzer Straße) und Pleiße und errichtete dort seinen Familiensitz, der bis zur Enteignung der Familie 1945 in Privatbesitz blieb.
Im Jahr 1948 fand auf dem Gelände eine erste Gartenbauausstellung ortsansässiger Gärtner statt, die sich in den folgenden Jahren rasch ausweitete. Auf Betreiben von Oskar Baumgarten eröffnete 1950 in Markkleeberg die erste Gartenbauausstellung der DDR, ab 1952 fanden diese und die Landwirtschaftsausstellung der DDR regelmäßig gemeinsam hier statt. Diese Ausstellung war eine Präsentation der Landwirtschaft in der DDR und dabei ein Anziehungspunkt für das Fachpublikum der sozialistischen Staaten, der Bevölkerung der DDR sowie Gäste aus dem Ausland. Eine propagandistische Funktion wurde insbesondere bei den regelmäßigen Besuchen der Partei- und Staatsführung der DDR deutlich.
Die agra war dabei vor allem ein Treffpunkt der landwirtschaftlichen Fachwelt. Anerkennend wurde die Ausstellung auch als „Universität im Grünen“ bezeichnet. Gleichzeitig diente sie als Leistungsschau der DDR-Lebensmittelindustrie. Ab 1956 nahm der Verband Deutscher Konsumgenossenschaften mehrmals mit einer eigenen Ausstellung von Produkten teil. Veranstalter der agra Markkleeberg war das Ministerium für Land-, Forst- und Nahrungsgüterwirtschaft der DDR.
Es wurden landwirtschaftliche Geräte, Maschinen, Stallanlagen und Verfahrenstechniken sowie Tierleistungsschauen präsentiert. Des Weiteren war mit der Ausstellung meist eine Präsentation für neue Kreationen der Lebensmittelindustrie der DDR verknüpft. In den ersten Jahren der agra beteiligten sich auch noch Aussteller aus Finnland, Großbritannien (Vereinigtes Königreich), Schweden, Jugoslawien und dem Königreich der Niederlande. Dabei konnten später hochwertige Erzeugnisse mit der Goldmedaille der agra ausgezeichnet werden. Im Jahre 1965 wurden die Bäuerin Marlis und der Bauer Knolle als Werbefiguren für die agra im Puppenstudio des DFF entwickelt. Ab 1967 wurde die Puppe Marlis auch als Souvenir der agra zum Kauf angeboten. Die 14. Landwirtschaftsausstellung der DDR fand als agra66 erstmals mit dem Namenszusatz „agra Markkleeberg“ statt. Diese Bezeichnung blieb bis zur Wiedervereinigung der beiden deutschen Staaten im Jahre 1990 erhalten. Die Deutsche Post der DDR gab oft zur agra Sonderbriefmarken heraus. Ab dem Jahre 1967 gab es das agra-Filmstudio, das Kurzfilme und Diapositive über Themen der Landwirtschaft produzierte.
In den folgenden Jahren wurde das Ausstellungsgelände weiter großräumig verändert. Nachdem 1960 die Gartenbauausstellung nach Erfurt verlagert worden war, erfuhr dieser Teil des Ausstellungsgeländes eine Ausgestaltung zu einem Erholungspark. Das Gelände der agra umfasste 1990 ca. 90 Hektar, auf denen mehr als 90 Hallen und Pavillons standen. Zusätzlich verfügte man noch über ca. 30 Hektar große Demonstrationsflächen in Lößnig und Wachau. Die agra war auch außerhalb der DDR gut bekannt. So organisierte man in regelmäßigen Abständen erfolgreiche Informationsschauen in den Städten Budapest, Budweis, Genf, Havanna, Kairo, Kassel, Moskau, Neu-Delhi, Nitra, Novi Sad, Plowdiw, Turku, Warschau und Wels (Stadt).
Die Ausstellung zählte meist jährlich über eine halbe Million Besucher und Gäste, darunter mehr als zehntausend Besucher aus über 100 Ländern. Im Jahre 1969 kamen allein 750.000 Besucher. Ein kulturelles Programm begleitete die Ausstellung, welche meist vier Wochen geöffnet war, auf vielen Bühnen und Terrassen, im Teil des ehemaligen Herfurthschen Parks. Ab der agra 74 waren nur noch Betriebe aus der DDR und den RGW-Staaten als Aussteller anzutreffen. Vertreter einer Expertengruppe der UNIDO Organisation der Vereinten Nationen für industrielle Entwicklung, einer Spezialorganisation der UNO Vereinte Nationen, statteten der agra74 einen offiziellen Besuch ab.
Seit dem Jahre 1981 entstand auf dem Gelände eine umfassende Sammlung landwirtschaftlicher Maschinen und Geräte sowie Exponate bäuerlicher handwerklicher Traditionen. Bis 1989 hatte die agra in einer agrar- und forsthistorischen Sammlung einen Fundus von 150.000 Einzelstücken zusammengetragen. Neben Maschinen und Geräten aus DDR-Produktion enthielt die Kollektion zahlreiche Bild- und Filmdokumente, die einen Überblick über 40 Jahre Landwirtschaft in der DDR gab. Im Jahre 1989 fand bereits die 31. Landwirtschaftsausstellung auf dem agra-Gelände statt.

### Goldmedaille der agra

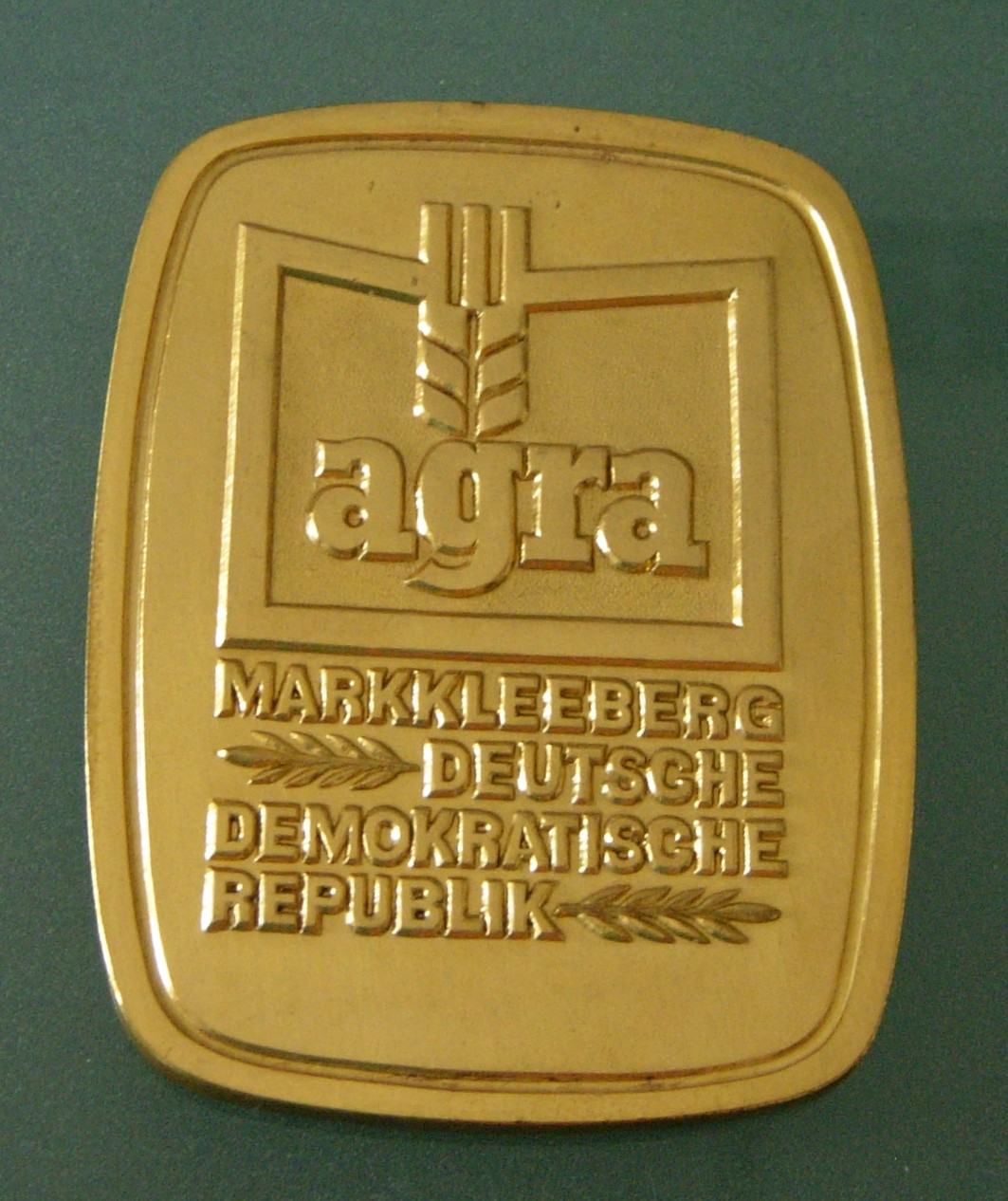
Vorderseite der agra-Goldmedaille aus Markkleeberg

Die Goldmedaille der agra wurde dem herstellenden Betrieb für sein prämiertes Exponat In Anerkennung für hervorragende Leistungen bei der Entwicklung und Herstellung qualitativ hochwertiger Erzeugnisse verliehen. Er handelte sich dabei um eine produktbezogene Auszeichnung. Doch nicht nur Aussteller bekamen die damals begehrte Goldmedaille überreicht, auch internationale Presseorgane konnten damit geehrt werden. Der Präsident des Amtes für Standardisierung, Meßwesen und Warenprüfung der DDR (Deutsches Amt für Maß und Gewicht) und der Direktor der Landwirtschaftsausstellung der DDR vergaben diese Auszeichnung auf entsprechenden Antrag.
Die Goldmedaille war rechteckig mit abgerundeten Kanten. Auf der Vorderseite war das Logo der agra und die Schrift: Markkleeberg Deutsche Demokratische Republik. Zwei liegende Kornähren sind als zusätzlicher Schmuck angebracht. Die Rückseite zeigt das Wappen der DDR. Der Rand ist glatt.
Bei der Verleihung wurde zusätzlich ein Diplom überreicht, welches das prämierte Exponat und den herstellenden Betrieb benannte. Außerdem stand darauf in Großbuchstaben: In Anerkennung für hervorragende Leistungen bei der Entwicklung und Herstellung qualitativ hochwertiger Erzeugnisse wird ihnen die Goldmedaille der Agra (jeweiliges Jahr) verliehen. Preisträger waren zum Beispiel Kuchenmehlprodukte, Gebäcke, Biere und verschiedene Spirituosen aus der DDR-Produktion. Meist waren diese Produkte auch im Ausland begehrt und anzutreffen. Einige wurden sogar für den Export in die westliche Welt speziell entwickelt und dort gern gekauft. Die herstellenden Betriebe machten auf Etiketten und Verpackungen mit dieser Auszeichnung Werbung. Oftmals waren solche Produkte auch auf der Leipziger Messe ausgestellt und bekamen dort das begehrte Messegold verliehen. Die Goldmedaille der Agra bestand aus Bronze und war vergoldet. Sie war 80 mm hoch, 55 mm breit und hatte eine Dicke von 3 mm. Sie hatte dabei ein durchschnittliches Gewicht von 126 g. Die Medaille wurde in einem weißen Etui überreicht.

### Landwirtschaftsausstellung ab 1990
Ab 1990 wurde der Ausstellungsbetrieb in die „agra Messepark Betriebsgesellschaft mbH“, eine Tochtergesellschaft der Stadt Markkleeberg, überführt und unterschiedliche landwirtschaftliche Ausstellungen und Messen sollten folgen. Im Jahre 1991 gab es eine gemeinsame Ausstellung mit dem neuen Namen DLG-agra 91, da sich nun auch die DLG Deutsche Landwirtschafts-Gesellschaft beteiligte. Es wurde beschlossen, dass der zentrale Platz der DLG-Fachausstellungen und der internationale Neuheitenmarkt für die Technik der Landwirtschaft, auch weiterhin in Frankfurt am Main ist. Eine agra-Spezial folgte 1992 und 1994. Diese beiden Ausstellungen waren dann nur noch von regionaler Bedeutung in Mitteldeutschland. Die Mitteldeutsche Landwirtschaftsausstellung „agra“ zog 2005 auf die Neue Messe Leipzig um.
Das Archivgut der agra im Umfang von rund 80 laufenden Metern befindet sich seit 2004 im Staatsarchiv Leipzig; in den Beständen kann online recherchiert werden.